# Димитър Атанасов Паница
Димитър Атанасов Паница е български търговец и общественик от Варна, по-голям брат на Коста Паница.

## Биография
Роден е в Търново около 1851 г.
През 1881 г. дружеството Братя А. Паница работи като варненско представителство за морска параходна търговия с Лондон. Димитър Паница членува в патриотичното дружество България за себе си от 1888 г. През 1895 г. е подпредседател на Варненската търговско-индустриална камара. През 1892 г. е съосновател на Българското търговско параходно дружество и на кредитното дружество „Зора“. През 1900 г. строи жилищно-търговска сграда на варненския централен площад, улица „Преславска“ 46.
Запоменена е дарителската му дейност. Участва в комитет за издържане безплатни ученически трапезарии. Дарител е на варненското музикално дружество „Гусла“. В завещанието си определя сумата от 10 000 лв. за учредяване на фонд на негово име при Средното търговско училище с условие от лихвите на капитала да се изплащат училищните такси на бедни ученици. Фондът е учреден през 1917 г., а последните данни за дейността му са от учебната 1940/1941 г.
Умира на 22 юни 1916 г. във Варна. Магазинът му на ул. „27-ми юли“ е съборен и строителният материал е продаден на търг през лятото на 1918 г.